# Ik moet altijd weer opnieuw aan je denken
"Ik moet altijd weer opnieuw aan je denken" is de debuutsingle van de Nederlandse zanger en acteur Edwin Rutten eind 1964.
Het nummer is een vertaling van "Always Something There to Remind Me" van Burt Bacharach en Hal David, dat in die tijd een hit was in de Engelstalige versie van Sandie Shaw. De vertaling is van Lodewijk Post (een pseudoniem van Gerrit den Braber).

## Hitnoteringen
| Ik moet altijd weer opnieuw aan je denken | Ik moet altijd weer opnieuw aan je denken | Ik moet altijd weer opnieuw aan je denken | Ik moet altijd weer opnieuw aan je denken | Ik moet altijd weer opnieuw aan je denken | Ik moet altijd weer opnieuw aan je denken |
| Hitlijst                                  | Datum van binnenkomst                     | Week:                                     | 1                                         | 2                                         |                                           |
| ----------------------------------------- | ----------------------------------------- | ----------------------------------------- | ----------------------------------------- | ----------------------------------------- | ----------------------------------------- |
| Nederlandse Top 40                        | 02-01-1965                                | Positie:                                  | 12                                        | 28                                        | uit                                       |